# Krigsåret 1856

## Pågående krig
- Andra opiumkriget (1856-1860)[1]
  - Storbritannien, Frankrike på ena sidan.
  - Kina på andra sidan.

- Kaukasiska kriget (1817-1864)
  - Imanatet Kaukasus på ena sidan
  - Ryssland på andra sidan

- Krimkriget (1853 - 1856)[2]
  - Osmanska riket, Frankrike, Storbritannien och Sardinien på ena sidan.
  - Ryssland på andra sidan.

- Nyzeeländska krigen (1845-1872)
  - Brittiska imperiet på ena sidan.
  - Maori på andra sidan.

## Händelser

### Mars
- 30 - Krimkriget slutar genom fördraget i Paris. Ryssland förbinder sig att inte befästa Åland.

### Fotnoter
1. ↑  ”Chronological List of All Wars”. Arkiverad från originalet den 9 oktober 2014. https://web.archive.org/web/20141009082543/http://www.correlatesofwar.org/COW2%20Data/WarData_NEW/WarList_NEW.pdf. Läst 29 juni 2011.
2. ↑  ”World Statesmen”. http://www.worldstatesmen.org/WARS.html. Läst 28 juni 2011.